# Sciadotenia eichleriana
Sciadotenia eichleriana är en tvåhjärtbladig växtart som beskrevs av Harold Norman Moldenke. Sciadotenia eichleriana ingår i släktet Sciadotenia och familjen Menispermaceae. Inga underarter finns listade i Catalogue of Life.